# Landkreis Nordhausen
Landkreis Nordhausen is een Landkreis in de Duitse deelstaat Thüringen. De Landkreis telt 82.456 inwoners (31 december 2020) op een oppervlakte van 713,9 km². Kreisstadt is de gelijknamige stad.

## Steden en gemeenten
| Steden 1. Bleicherode 2. Ellrich 3. Heringen/Helme 4. Nordhausen | Gemeenten 1. Etzelsrode (stad Bleicherode 2) 2. Friedrichsthal (stad Bleicherode 2) 3. Görsbach (stad Heringen/Helme 2) 4. Hohenstein 5. Kehmstedt (stad Bleicherode 2) 6. Kleinbodungen (stad Bleicherode 2) 7. Kraja (stad Bleicherode 2) 8. Lipprechterode (stad Bleicherode 2) 9. Niedergebra (stad Bleicherode 2) 10. Sollstedt 11. Urbach (stad Heringen/Helme 2) 12. Werther 2 vervullende gemeente |

Verwaltungsgemeinschaft

* zetel bestuur
| 1.Verwaltungsgemeinschaft Hainleite 1. Großlohra 2. Hainrode 3. Kleinfurra 4. Nohra 5. Wipperdorf 6. Wolkramshausen * | 2.Verwaltungsgemeinschaft Hohnstein/Südharz 1. Buchholz 2. Harztor, Landgemeente * 3. Harzungen 4. Herrmannsacker 5. Neustadt/Harz |

## Demografie
| Peildatum             | 31.12.2009 | 31.12.2010 | 31.12.2011 | 31.12.2012 | 31.12.2013 | 31.12.2014 | 31.12.2015 | 31.12.2016 | 31.12.2017 | 31.12.2018 |            |
| --------------------- | ---------- | ---------- | ---------- | ---------- | ---------- | ---------- | ---------- | ---------- | ---------- | ---------- | ---------- |
| Inwoners              | 90.357     | 89.963     | 86.734     | 85.921     | 85.380     | 85.055     | 85.355     | 85.098     | 84.697     | 83.822     |            |
| Buitenlanders         | 2.195      | 2.246      | 1.259      | 1.442      | 1.630      | 1.922      | 2.881      | 3.199      | 3.548      | 3.535      |            |
| Aandeel buitenlanders | 2,4%       | 2,5%       | 1,5%       | 1,7%       | 1,9%       | 2,3%       | 3,4%       | 3,8%       | 4,2%       | 4,2%       |            |
| Peildatum             | 31.12.1998 | 31.12.1999 | 31.12.2000 | 31.12.2001 | 31.12.2002 | 31.12.2003 | 31.12.2004 | 31.12.2005 | 31.12.2006 | 31.12.2007 | 31.12.2008 |
| Inwoners              | 100.112    | 99.355     | 98.609     | 97.685     | 96.628     | 95.620     | 94.519     | 93.612     | 92.630     | 91.762     | 91.120     |
| Buitenlanders         | 1.938      | 2.044      | 2.087      | 2.117      | 2.102      | 2.232      | 2.200      | 2.196      | 2.102      | 2.079      | 2.114      |
| Aandeel buitenlanders | 1,9%       | 2,1%       | 2,1%       | 2,2%       | 2,2%       | 2,3%       | 2,3%       | 2,3%       | 2,3%       | 2,3%       | 2,3%       |

Bleicherode · Ellrich · Etzelsrode · Friedrichsthal · Görsbach · Großlohra · Hainrode/Hainleite · Harztor · Heringen/Helme · Hohenstein · Kehmstedt · Kleinbodungen · Kleinfurra · Kraja · Lipprechterode · Niedergebra · Nohra · Nordhausen (stad) · Sollstedt · Urbach · Werther · Wipperdorf · Wolkramshausen